# Río Magat
El Río Magat es un río en la isla filipina de Luzón. Es el mayor afluente del Río Grande de Cagayán, el sistema fluvial más largo y más grande del Archipiélago, con un área de drenaje estimado de 5.110 km², casi el veinte por ciento del total del área de drenaje del mencionado río.

## La cuenca del río Magat
El Magat tiene un curso de 25 leguas, aproximadamente, y nace en el rincón Sudoeste de la provincia de Nueva Vizcaya, entre los montes Mingolit, Salacsa, Dalandem y Ugu o Lugsen, en el punto de arranque de los Caraballos Occidentales y de la cordillera Mamparan.
Encamínase primero hacia el norte, pasando por Aritao; riega los términos de Bambang, Bayombong y Bagabag; tuerce después hacia el este, pasando por Reina Mercedes, y tributa sus aguas al río Grande de Cagayán cerca del pueblo de Gamú.

"...nace en las vertientes setentrionales de los Caraballos-Sur, en los -124° 42' long., 16° 10' 50" lat.;..."

"...dirígese al N., pasa al E. de Anilao donde se le reúne el r. de Masalupa al N. de Bambang, por cuyo térm. se dirige al N. E. regando los de Bayombon, Lumabang y Bagabag..."

"...vuelve otra vez hacia el N. en el de este último, hasta que llega á los 17° 5' 40" long., en los 125° lat., en cuyo punto cambia la dirección al E. pasando entre Fucao y Calanusian, para ir á desaguar en el río Grande de Cagayán, á los 125° 21' long., 17° 5' lat. ..."

"...Comunmente no se conoce este r. con el nombre de Magat, sino en la última dirección que tiene de 0. á E., pues en en lo demás toma el nombre del pueblo ó visita por cuyo térm. corre. Recibe un número considerable de afilíenles y su curso es de unas 50 leg ..."
Manuel Buzeta y Felipe Bravo.

## Afluentes
Los afluentes del Magat, comprendidos en la provincia de Nueva Vizcaya, son : el Mingolit, Caraballo, Abual, Matumut, Ibulao, Alinit, Mayoyao y otros menos importantes, en su 
orilla izquierda; y el Abián, Angadanan y Salinan en la derecha.

## Embalses

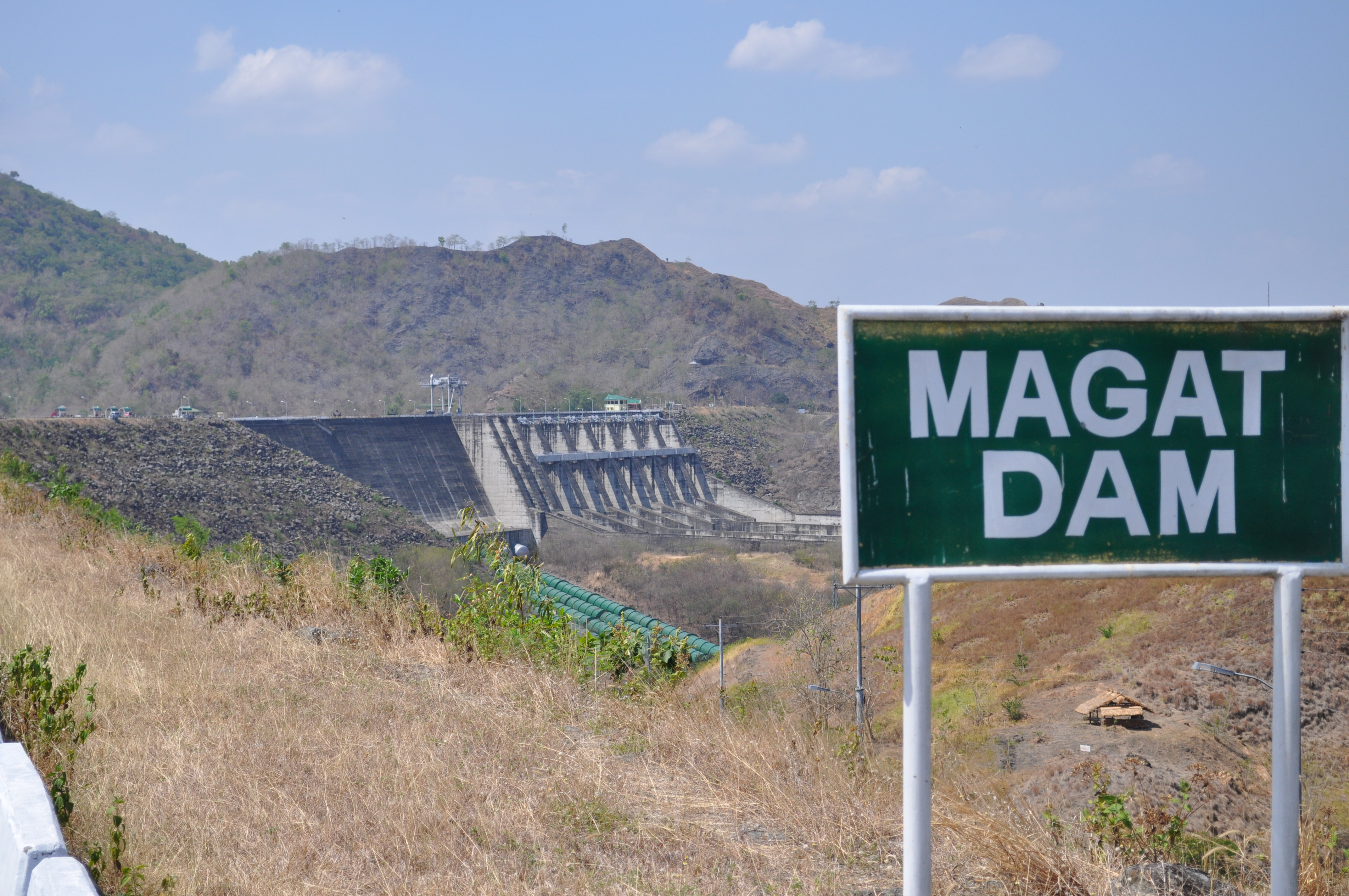
Presa de Magat.

La presa de Magat, Magat Dam,  fue construida entre los años  1975 y 1982 siendo una de las presas más grandes de Filipinas y se emplea  como fuente de agua de riego y como proveedor de energía hidroeléctrica.